# William Fichtner
William Edward Fichtner (* 27. listopadu 1956) je americký herec. Objevil se v mnoha významných filmech a televizních seriálech. Hrál například v seriálech Bez hranic nebo Útěk z vězení a v mnoha filmech, například Armageddon, Den nezávislosti, Želvy Ninja , Ledově ostří, Černý jestřáb sestřelen, Mr. & Mrs. Smith, Temný rytíř a Osamělý jezdec.